# Katrin Weisser
Katrin Weisser (* 3. Mai 1975 in Celle) ist eine deutsche Schauspielerin. Bekannt geworden ist sie durch ihre Rollen in Unser Lehrer Dr. Specht oder Suche impotenten Mann fürs Leben.

## Leben
Die Tochter eines Ingenieurs nahm ab 4 Jahren Ballettstunden und trat mit Freundinnen vom Kaiserin-Auguste-Viktoria-Gymnasium in dem privaten Theaterclub Harlekin in und um Celle auf. Als Schülerin der 9. Klasse erhielt sie nach einem Casting für die neue Serie Unser Lehrer Dr. Specht die größere Nebenrolle der Ulrike von Barnim als Filmtochter von Corinna Harfouch.
Eine weitere durchgehende Rolle spielte sie ab 1993 in der Serie Gegen den Wind, und 1995 folgte das Angebot vom Schlosstheater Celle, in der Private Life Show mitzuspielen. Trotz dieser vielfältigen Belastungen machte sie 1996 ihr Abitur.
Weisser zog dann nach Hamburg, wo sie eine intensive Ausbildung in Schauspiel und Tanz absolvierte. 1998 war sie für RTL an der Comedy-Sendung Wie bitte?! beteiligt. Mit ihrem Ehemann, dem dänischen Tenor Peter Lodahl (* 1974), hat sie zwei Töchter. Das Paar lebt in Hamburg und hat in Kopenhagen einen zweiten Wohnsitz.

## Filmografie (Auswahl)
- 1991–1993: Unser Lehrer Dr. Specht Ulrike von Barnim (Fernsehserie)
- 1995–1999: Gegen den Wind Martina (Fernsehserie)
- 1998: Die Wache – Diamantenfieber (Fernsehserie)
- 1999: Traumfrau mit Nebenwirkungen (Fernsehfilm)
- 2000: Der Mörder in dir (Fernsehfilm)
- 2000: Ein Fall für zwei – Schnelles Geld (Fernsehserie)
- 2001: Alarm für Cobra 11 – Die Autobahnpolizei – Der Tod aus dem Motor (Fernsehserie)
- 2001: Delta Team – Auftrag geheim! – Amok (Fernsehserie)
- 2002: Alarm für Cobra 11 – Die Autobahnpolizei – Der perfekte Mord (Fernsehserie)
- 2003: SOKO Leipzig – Crash (Fernsehserie)
- 2003: Suche impotenten Mann fürs Leben (Fernsehfilm)
- 2004: In aller Freundschaft – Platzhirsche (Fernsehserie)
- 2004: In aller Freundschaft – Die verlorene Töchter (Fernsehserie)
- 2004: Stubbe – Von Fall zu Fall – Tödliches Schweigen (Fernsehserie)
- 2004: Rosamunde Pilcher – Liebe im Spiel (Fernsehreihe)
- 2005: Stubbe – Von Fall zu Fall: Nina (Fernsehserie)
- 2005: Stubbe – Von Fall zu Fall: Harte Kerle (Fernsehserie)
- 2006: Rosamunde Pilcher – Und plötzlich war es Liebe (Fernsehreihe)
- 2007: Elvis und der Kommissar – Zweimal sterben gilt nicht (Fernsehserie)
- 2007: SOKO Leipzig – Happy End (Fernsehserie)
- 2008: Hallo Robbie! Johanna Brannt (Fernsehserie)
- 2008: Katzenspiel (Fernsehdoku)
- 2009: Heimatgeschichten – Liebe unter Wechselstrom
- 2010: Der Bergdoktor – Gefährliche Wut (Fernsehserie)
- 2010: Rosamunde Pilcher – Wenn das Herz zerbricht (Fernsehreihe)
- 2010–2011: Die Pfefferkörner Lene Nilsen (Fernsehserie)
- 2011: Da kommt Kalle – Fischers Fritz (Fernsehserie)
- 2011: Ein Fall für zwei – Tödliche Story (Fernsehserie)
- 2012: Heiter bis tödlich: Morden im Norden – Mann am Spieß (Fernsehserie)
- 2012: Unser Charly – Familiäre Gründe (Fernsehserie)
- 2019: Die Rosenheim-Cops – Ein mysteriöser Blumenstrauß (Fernsehserie)